# オツベルと象
「オツベルと象」（オツベルとぞう）は、宮沢賢治の短編童話である。詩人尾形亀之助主催の雑誌『月曜』創刊号（1926年1月3日発行）に掲載された。『注文の多い料理店』などと同様、賢治の数少ない生前発表童話の一つ。
かつては「オッペルと象」というタイトルにされていたが、『校本 宮澤賢治全集』（筑摩書房、1973 - 1977年）編集の際に稀覯本だった初出誌『月曜』の現物を確認して誤りが正された。『月曜』では促音も通常の文字と同じ大きさになっており（9ポイント活字）、また下書きを含めて原稿が一切現存していない。このため、「オツベル」の「ツ」の実際の発音・表記が「オツベル」と「オッベル」のいずれなのかは判明していない。また最後の一節は、初出誌では黒い四角（ゲタ）、または小さな黒点（・）になっている部分がある。前記の通り原稿が現存していないため、この部分は校本全集以降「〔一字不明〕」とされている。校本全集よりも前の全集では、この箇所は「君」という文字に校訂されていた。

## あらすじ
この物語は、「ある牛飼い」が物語るという形式になっている。
ある日、地主のオツベルのところに大きな白い象がやってくる。オツベルは象をうまく騙して自分の所有物にし、過酷な労働を課す。そうとは露知らず、初めは労働を楽しんでいた白象だが、徐々に食べ物を減らされて弱っていく。白象は月の助言で仲間たちに手紙を書き、それを読んだ仲間の象たちはオツベルの邸へと押し寄せていく。そしてなだれ込んだ象によってオツベルはくしゃくしゃに潰された。

## 登場人物
オツベル
この物語の主人公。大金持ちの大地主。頭がよく、迷い込んできた白象を言葉巧みに騙して、自分の財産にしてこき使う。白象の手紙を読んだ仲間の象が来襲したときは銃で応戦したが通用せず、なだれ込んだ象によって「くしゃくしゃに潰れ」てしまう。
白象
森からやってきた白い象で鶯のような美声を持つ。オツベルに騙されて奴隷にされる。
月
白象が毎晩藁をたべながら話しかけていた月。作中では白象から「サンタマリア」と呼ばれている。白象が別れを示唆すると、重要な助言をする。
赤衣の童子
何処からか現れて、白象の手紙を仲間たちに届ける。
牛飼い
物語の語り手。
百姓
オツベルの家で働く百姓たち。象の群れが押し寄せてきた時には、オツベルを見捨てて逃亡した。
議長の象
白象の所属する群れの長。白象の手紙を読んで奮起し、象の群れを率いてオツベルの小屋に襲来。白象を助け出した。
オツベルの犬
オツベルの飼い犬。象の群れの接近を嗅ぎ付け、けたたましく吠えていたが、いざ象と対面するとすぐに気絶してしまった。

## 解説
白象や沙羅双樹が登場することから、インド - 東南アジアを舞台とした物語ということがわかる。強欲なオツベルは、白象の善意を踏みにじって殺されてしまうが、白象は喜ばない。研究者の続橋達雄は、白象が「さびしく笑」ったのは、「オツベルの冷酷さを改心させられなかったことへの悲しみであろう」という見解を述べている。